# هربرت اسپنسر
هربرت اسپنسر (به انگلیسی: Herbert Spencer) یکی از بزرگ‌ترین فیلسوفان سده نوزدهم به‌شمار می‌رود. او در سال ۱۸۲۰ میلادی زاده شد. پدر و جدش آموزگار بودند و خود وی نیز هنگام تحصیل به ریاضیات و علوم فنی علاقه‌مند بود و مهندسی آموخت ولی از آموزش منظم و روشمندی برخوردار نبود و معلومات فراوان و پراکندهٔ خود را از راه تجربه و تتبعات شخصی به دست آورد. اسپنسر در زمان خود با کارل مارکس دمساز بود. او به تفکیک اجتماعی نیز باور داشت.

## اوایل زندگی
هربرت اسپنسر در ۲۷ آوریل ۱۸۲۰ در شهر صنعتی داربی، انگلستان زاده شد. پس از تحصیلات مقدماتی در سال ۱۸۳۶ به استخدام شرکت راه‌آهن درآمد. او در هنگام بیکاری به نگارش و خودآموزی می‌پرداخت و بر اساس همین استعداد و سفارش عمویش، توماس اسپنسر، در نشریه «اکونومیست» به کار مشغول شد. مرگ عموی هربرت اسپنسر در سال ۱۸۵۱ و ارثیه‌ای که برای او به جا گذاشت، به آرزوی او جامهٔ عمل پوشاند. او مشاغل خود را رها کرد و به عنوان نویسنده و پژوهشگری آزاد به پژوهش در زمینهٔ علوم رایج زمان همت گماشت. او با شیفتگی و درایت خویش به آموختن مطالب و دستاوردهای دانشمندان زیست‌شناس مانند لامارک و کارپنتر پرداخت و دریافت‌های خود را در زمینهٔ جامعه‌شناسی به کار گرفت. او هیچ‌گاه ازدواج نکرد و پس از مرگش بنا به وصیت او، جسدش سوزانده شد.

### روحیات و خلقیات
هربرت اسپنسر شخصیتی کمابیش گوشه‌گیر، درون‌نگر و تقریباً فردگرا و آرام بود؛ لذا همکارانش در اداره راه‌آهن لندن و برمینگهم چندان توجهی به او نداشتند. او تمایل داشت دشمنی کارکنان مافوقش را برانگیزد و هرگاه احساس می‌کرد که حق با اوست، با آنان به جروبحث می‌پرداخت. از همین رو، فردی چندان دوست داشتنی نبود؛ با این حال، به او احترام بسیار می‌گذاشتند. در طی نگارش ایستایی اجتماعی بی‌خوابی‌های اسپنسر آغاز و به قدری عذاب‌آور شد که برای تحمل آن، به استعمال تریاک روی آورد. با گذر سال‌ها، بیماری‌های جسمی و روانی او شدّت یافتند. به‌طوری که فقط می‌توانست ساعات اندکی در روز کار کند. او تا آخر عمر از اختلالات عصبی رنج برد. اندکی پس از انتشار اصول روان‌شناسی، اسپنسر دچار نوعی بیماری عصبی ناشناخته شد. گاهی پیش می‌آمد که او ساعت‌ها بی‌هدف در شهر قدم می‌زد و زمان‌هایی اصلاً نمی‌توانست بخواند یا بنویسد. غالباً از معاشرت‌های اجتماعی کناره می‌گرفت و در اواخر عمر، حتی تصور اینکه در برابر جمع سخنرانی کند، برایش طاقت‌فرسا بود. اسپنسر نه‌تنها تا آخر عمر مجرد بود، بلکه احتمالاً هیچ‌گاه با زنی رابطه جنسی برقرار نکرد.

## زندگی علمی و تحقیقی
در آغاز به صورت پراکنده به تحصیل ریاضیات و شیمی و فیزیک و دانش تشریح پرداخت و سپس به دانش‌های طبیعی روی آورد. پس از خواندن کتاب داروین در دیدگاه ابداعی خود دربارهٔ دگرگشت و تکامل موجودات استوارتر شد؛ البته پیش از خواندن آثار داروین از نگرش‌های لامارک طبیعی‌دان نیز سود جسته بود. فلسفهٔ او که دیدگاهش، روشن ساختن پدیده‌های زندگی و ذهن و جامعه در چهارچوب اصطلاح مادّه، حرکت و نیرو بود، کتابی هیجده جلدی شد. شالوده فلسفه او در روشن ساختن همهٔ جهان هستی به مانند حرکتی پیشرو از یک مرحله به مرحله کامل‌تر، بر اساس «قوانین تکامل» نهاده شده بود. مهم‌ترین علاقهٔ اسپنسر مطالعهٔ دگرگونی در ساختارهای اجتماعی است. از نظر اسپنسر تکامل از یک وضعیت نامعین، نامنسجم و یک‌دست به وضعیت منسجم، ناهمگون و چند دست (متکثر) حرکت می‌کند. هرچه تمایز بیشتر باشد، انسجام بیشتر خواهد شد و وابستگی تقویت می‌شود.
از آغاز عمر به بحث دربارهٔ مسائل سیاسی، دینی و فلسفی علاقه داشت و از طریق مطالعه و تحقیق در علوم طبیعی به نظریاتی متحول و پیشرو دست یافت. در این مقصود رنج برد و ضعف پیری مانع کارش نشد. وقتی که به این کار همت گماشت، کتاب معروف داروین هنوز نوشته نشده بود و چون این کتاب منتشر شد، اسپنسر در فلسفه و عقیده خود استوارتر گردید و از تحقیقات داروین نیز استفاده کرد. اسپنسر مانند سن سیمون، آگوست کنت و کارل مارکس به دنبال تفسیر جامعه و تغییر آن کوشش داشت. او در سال ۱۸۶۰ میلادی شاهکار زندگی خود را به نام «تکامل» آغاز کرد. اسپنسر اعتقاد داشت که تکوین اجسام به اهتمام اجزای متشکل در درون خود صورت می‌گیرد. مبدأ چنین تفکری که تکامل به‌طور مستقل و خارج از مشیت الهی یا قدرت دیگری انجام می‌گیرد، در عهد خود فرضیه‌ای انقلابی بود. اسپنسر علاوه‌بر زیست‌شناسی، به قلمرو جامعه‌شناسی و سپس «اخلاق» که احتمالاً در آن دوره به عنوان درجات مترتب در نظم پدیده‌ها محسوب می‌شد، روی آورد. اسپنسر موفق شد با ارائه اصولی که از فرضیه تکامل برگرفته بود، فلسفه عمومی را بارور سازد. او معتقد بود که کهکشان به صورت مجموعه‌ای عظیم حرکت می‌کند و پیوسته در جهت کسب ویژگی‌ها و تفکیک و تنظیم عناصر، تکمیل می‌شود و در این مسیر به هم‌آهنگی بیشتر بین عناصر تشکیل‌دهنده می‌پردازد. در مجموعه رسالات زیست‌شناسی (۱۸۶۷–۱۸۶۴)، اسپنسر از نظرات چارلز داروین و آلفرد راسل والس دربارهٔ تقسیم کار بین سازواره‌ها سود جسته است.

### فعالیت در نشریه اکونومیست
اسپنسر در سال ۱۸۴۸ به لندن نقل مکان کرد و در مقام ویراستار، در نشریه اکونومیست مشغول به کار شد. با مرگ عمویش (تامس اسپنسر) در سال ۱۸۵۳ ثروت هنگفتی به او به ارث رسید. اسپنسر پس از به دست آوردن این ثروت، کارش را در نشریه اکونومیست رها کرد و به مثابه دانشمندی مستقل، بدون داشتن شغل ثابت و ارتباط با دانشگاه به زندگی ادامه داد.

## اندیشه
هربرت اسپنسر از بزرگ‌ترین فیلسوفان قرن نوزدهم بود که دستاوردهای زیست‌شناسان را در زمینهٔ جامعه‌شناسی به کار می‌برد. او تکامل را نه‌تنها یک علم، بلکه شیوه‌ای از زندگی، از جمله زندگی اخلاقی، می‌دانست. وی می‌گفت که تکامل خوب است و ما انسان‌ها باید نیروهای تکاملی را تقویت کنیم یا دست‌کم در برابر پیامدهایش مقاومت نکنیم. او نمونهٔ بارز یک فایده‌گرا بود. اسپنسر و طرفدارانش بر این عقیده بودند که باید فلسفهٔ اقتصاد آزاد را در زندگی ترویج داد تا مداخلهٔ دولت در اجرای امور روزانه به حداقل برسد. به عقیدهٔ او تنها با پیروی از قواعد تکاملی می‌توان امید به پیشرفت زیستی و اجتماعی داشت. اسپنسر بر این باور بود که واقعیت و مسیر تکامل از سادگی به پیچیدگی بسط می‌یابد و از همگنی به ناهمگنی رشد می‌کند. در واقع اسپنسر تکامل را گذار از سادگی و همگنی به پیچیدگی و ناهمگنی می‌دانست. نزد او پیشرفت نه‌تنها پدیده‌ای زیستی، بلکه اجتماعی بود؛ چنان‌که می‌گفت قانون پیشرفت موجودات زنده، قانون پیشرفت همه چیز است. در بسط زمین، حیات در سطح زمین، جامعه، تولید، تجارت، زبان، ادبیات و علم این تکامل از سادگی به پیچیدگی است که تماماً حفظ می‌شود. از اوّلین تغییرات کیهانی تا آخرین نتایج تمدن‌ها گذار از یکنواختی به پیچیدگی را می‌یابیم و این همان پیشرفت است. اسپنسر فرایند تکامل را فرایندی غایی و جهت‌دار می‌دید و جایگاه انسان را در انتهای مسیر پیش‌روندهٔ تکاملی در نظر می‌گرفت.
اسپنسر به قیاس جامعه با ارگانیسم زیست‌شناختی مبتنی بر تشبیه جامعه به اندام موجود زنده باورمند بود. او نقش متغیرهای محیطی را در سازمان‌دهی اجتماعی قبول داشت و بر این باور بود که اَبَرارگانیک (جامعه) و ارگانیسم (اندام موجود زنده) از شش جنبه مشابه یکدیگرند:
1. جامعه و افراد رشد می‌کنند.
2. با بزرگ شدن، پیچیدگی‌ها نیز افزایش می‌یابد.
3. پیشرفت در ساختار، تجزیه کارکرد را به همراه دارد.
4. اجزای کل وابسته به یکدیگرند.
5. هر ارگانیسم یک جامعه است.
6. برخی از اجزا از میان می‌روند و برخی دیگر به حیات خود ادامه می‌دهند. (همهٔ افراد جامعه هم‌زمان نمی‌میرند.)

با این همه، اسپنسر احساس می‌کرد بین ارگانیسم با جامعه تفاوت‌هایی نیز وجود دارد:
1. تفاوت در میزان پیوستگی: در ارگانیسم، ارتباطی نزدیک و اتصالی محکم و عینی بین اعضا وجود دارد، در حالی که جامعه متشکل از افرادی مجزا و آزاد است. (افراد در صورت تمایل می‌توانند با جامعه پیوند یابند یا از آن ببرند.)
2. تفاوت در ابزار ارتباطی: در ارگانیسم، ارتباط میان اعضا به واسطه حرکت ذرات مولکولی و در جامعه، از طریق زبان صورت می‌گیرد.
3. تفاوت در آگاهی: در ارگانیسم، وجود اعضا برای خدمت‌رسانی به کل است، در حالی که در جامعه، کل برای خدمت‌رسانی به افراد است.

اسپنسر باور دارد که همهٔ نیروهای یک موجود زنده را می‌توان به دو بخش تقسیم کرد:
1. نیروی «نگهداری ذات»
2. نیروی پیدایش و آفرینش یا ماناساز

### نظریهٔ بقای اصلح

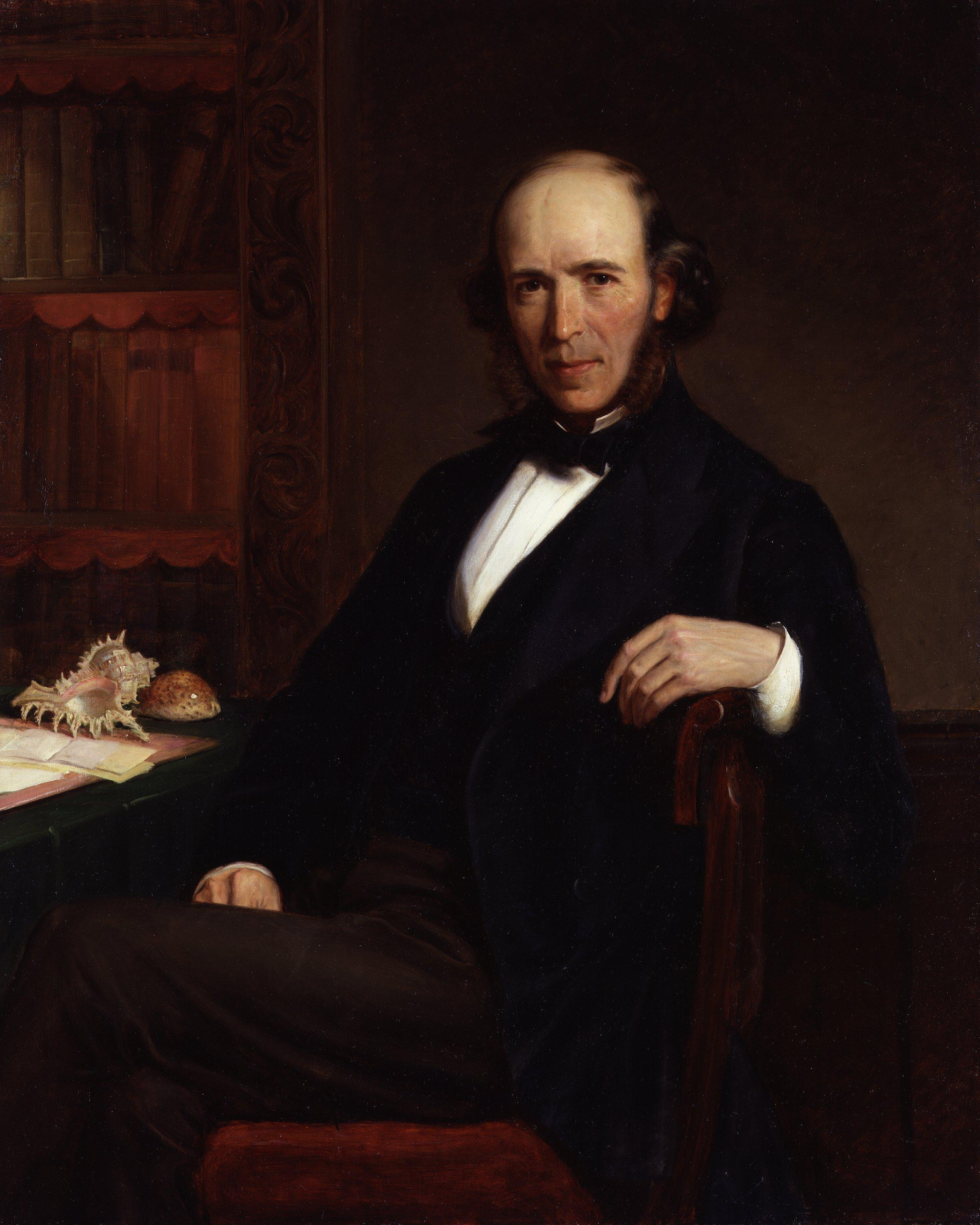
پرتره هربرت اسپنسر توسط جان باگنولد برگس، ۱۸۷۲–۱۸۷۱

اسپنسر اصطلاح بقای اصلح را نخستین بار در کتاب اصول زیست‌شناسی، در سال ۱۸۶۴ به کار برد. مهم‌ترین کمک اسپنسر به رشد تفکر اجتماعی را باید طرح همین مفهوم دانست. بسیاری به اشتباه طرح مفهوم بقای اصلح را به داروین نسبت می‌دهند؛ در حالی که اسپنسر این مفهوم را حدوداً ده سال پیش از انتشار اندیشه‌های داروین دربارهٔ انتخاب طبیعی مطرح کرد. داروین بعدها گفت که اساساً اصطلاح بقای اصلح اسپنسر را بر اصطلاح انتخاب طبیعی خود ترجیح می‌دهد. کارِنیرو بعدها توضیح داد که علّت این ترجیح احتمالی داروین آن بود که در ایده انتخاب طبیعی، این‌گونه استنباط می‌شود که عاملی هوشمند (در اینجا طبیعت) امر انتخاب را به نفع انسان انجام می‌دهد، در حالی که بر مبنای اصطلاح بقای اصلح اسپنسر، طبیعت بیش از اینکه انتخاب کند، موارد «نامناسب» گونه‌ها را حذف می‌کند. نظریهٔ بقای اصلح اسپنسر قابل فهم‌تر از انتخاب طبیعی داروین است. داروین فقط به فرایند تغییر گونه‌های زیست‌شناسی توجه داشت، در حالی که اسپنسر علاوه‌بر آن، به فرایندهای اجتماعی و نتیجهٔ نهایی (بقای اصلح) پرداخت.

از نظر اسپنسر تکامل گونه‌های زیست‌شناختی و گونه‌های اجتماعی اساساً مربوط به بقای اصلح است. بر این اساس، فرایندهای تکاملی، گونه‌های نامناسب (ناصالح) را تصفیه می‌کنند و پیامد نهایی این تصفیه شکل‌گیری جامعه‌ای کامل‌تر خواهد بود. اسپنسر این پیامد را ناشی از فرایندهای طبیعی می‌دانست و طرفدار پروپاقرص اقتصاد آزاد یا سیاست عدم مداخله بود. کلید این فرایند «سازگاری» است و در این تفکر افراد باید با تغییرات جامعه (و محیط) تغییر کنند. این ایدهٔ بنیادی، که طبق آن نباید در فرایند سازگاری مداخله‌ای صورت گیرد، نشان می‌دهد که «افراد فاقد صلاحیت» (افراد ناصالح) (فقیران، ضعیفان، جاهلان، یا بیماران) «غربال» می‌شوند. اسپنسر فرایند طبیعی تنازع بقا را نوعی فرایند تصفیه زیست‌شناختی می‌دانست. وی در کتاب ایستایی اجتماعی می‌گوید:
ظاهراً مشکل است که بیوه‌ها و یتیمان را در جدال با مرگ و زندگی رها کنیم با این وجود، چنانچه این موضوع را نه به صورت جداگانه، بلکه به صورتی مرتبط با منافع کلّ بشر در نظر بگیریم، می‌بینیم که این فجایع هولناک سرشار از منفعت است؛ از جمله اینکه، فرزندان افراد بیمار سریع‌تر می‌میرند و افراد نابهنجار و ضعیف به مثابهٔ قربانی‌های بیماری‌های همه‌گیر جدا می‌شوند.
 اسپنسر در مورد مستمندان بسیار سنگدل و مخالف کمک دولت به آنان بود. در همین خصوص نوشته است:
قانون حمایت از مستمندان که با معلّق کردن فرایند سازگاری، موجب گسترش دامنهٔ فقر در آینده خواهد شد، همین امروز نیز می‌تواند چنین پیامدی به همراه داشته باشد. بخش زیادی از پول‌هایی که هر سال صرف کمک به مستمندان می‌شود، می‌تواند صرف حمایت از کارگرانی شود که در بخش‌های تولیدی مشغول به کار هستند، مانند زهکشی زمین‌ها، ساخت ماشین‌آلات صنعتی و غیره. از این طریق انبارها به سرعت پُر از کالاهای تولیدی شده و متعاقباً کمبود کالا برطرف خواهد شد.
 اسپنسر با هر گونه مداخلهٔ دولت در فعالیت‌های خصوصی مخالف بود و از نظر او، رقابت موجب می‌شود تا افردی که به لحاظ زیست‌شناختی و اجتماعی صلاحیت ندارند، نابود شوند. دیدگاه فردگرایانهٔ اسپنسر و اعتقادش به اقتصاد آزاد با استقبال گرم سرمایه‌داران آمریکایی مواجه شد، چرا که برای آنان توجیه پسندیده‌ای فراهم می‌کرد تا موقعیت ممتازشان را به فضائل برترشان نسبت دهند.

## دیدگاه‌های آموزشی
او در ۱۸۶۱ کتاب پرورش فکری و اخلاقی و بدنی را انتشار داد. در این رساله، او سفارش می‌کند که برنامهٔ درسی مدارس که از زمان جنبش رنسانس معمول شده بود، به کلّی عوض شود و از قید زبان و ادبیات یونان و روم آزاد گردد. به‌جای یونانی و لاتین باید علوم طبیعی را تدریس کرد و ترتیبی داد که تمام مردم از آموزش و پرورش بهره‌مند شوند.

## پایان عمر

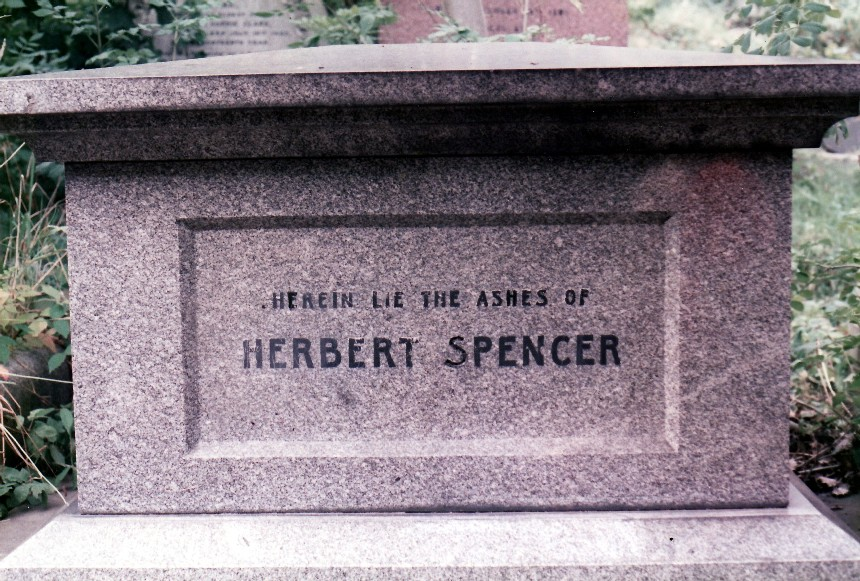
مقبره در گورستان هایگیت

اسپنسر مردی جدی، منطقی و از اوهام شاعرانه به کلّی دور بود. او فاقد ذوق و شور و عشق و زیبایی‌های زندگی بود و تا پایان عمر تأهل اختیار نکرد و به ثروت نیز اعتنایی نداشت. وی ۸۳ سال زندگی کرد و سرانجام در ۸ دسامبر ۱۹۰۳ میلادی در برایتون درگذشت.